# 浜野謙太
浜野 謙太（はまの けんた、1981年8月5日 - ）は、日本の音楽家、作曲家、俳優。愛称はハマケン。インストゥルメンタルバンド・SAKEROCKの元メンバー（2015年に解散）。ファンクバンド・在日ファンクのボーカル兼リーダー。ジャズバンド・Newdayのトロンボーン担当。その他、GENTLE FOREST JAZZ BAND、ASA-CHANG&ブルーハッツ、KILLING FLOOR、ハシケンハマケンなどの元メンバー。カクバリズム、エイベックス・マネジメント・エージェンシー（業務提携）所属。妻はファッションモデルの吾紗。

## 来歴
神奈川県横浜市戸塚区出身。自由の森学園高等学校、和光大学卒業。獅子座、O型。高校卒業後、同じ高校の先輩だった星野源がリーダーを務めるSAKEROCKに加入。当初は正式メンバーではなかったが、メンバーだったキーボードの野村卓史（グッドラックヘイワ）脱退後、新たなメロディ担当としてフロントマンとなる。
2005年にスペースシャワーTVの『STUDIO GROWN』にレギュラー出演した頃から知名度が上がり、翌2006年から同局にて放送開始する『スペシャボーイズ』のメインVJに就任。『スペシャボーイズジャパン』まで続く2年間の出演にて、「第2のユースケ・サンタマリア」と呼ばれるようになる。
そのキャラクターを買われ、2006年に出演した映画『ハチミツとクローバー』を皮切りに、俳優としても様々なドラマ・映画やCMなどに出演。
2011年4月には、映画『婚前特急』の宣伝で主演の吉高由里子とともにフジテレビ系列の『笑っていいとも!』に初出演。『めざましテレビ』（フジテレビ）で特集も組まれ、以降地上波のバラエティ番組にも出演する機会が多くなった。
2012年にモデルの吾紗と結婚。2013年5月8日に第一子となる男児、2014年6月18日には第二子となる女児が誕生。
2013年10月26日放送の『めちゃ×2イケてるッ!』（フジテレビ系列）にて、岡村隆史（ナインティナイン）の肉体改造企画にライバル役として出演。企画前57.6kgあった体重を46.2kgまで減らし、体脂肪の方は26.4%から12.2%まで減らして圧勝となった。しかし、その後は体重がリバウンドしたことをマネージャーがTwitterにて明かしている。
2020年8月12日、椎骨動脈解離のため2週間ほど入院していたことを公表。
2024年4月30日、エイベックス・マネジメント・エージェンシーと業務提携した。

## 人物
SAKEROCKのメンバーとして、トロンボーン、スキャットを担当していた。また、中島美嘉のレコーディング参加、EGO-WRAPPIN'や2008年の「SUMMER SONIC」出演の際に結成された小泉今日子SPECIAL BANDのライブサポートなども多い。近年は俳優業、タレント業も並行して行っている。
2020年に椎骨動脈解離で体調を崩して以来、高血圧にならないよう食生活に気を配るようになった。仕事上、外食やロケ弁を食する機会が多いため温野菜やサラダを自宅で自ら用意して持参し、主食を摂る前に食するようになったという。

## 出演

### バラエティ番組
- STUDIO GROWN（2005年7月 - 2006年3月、スペースシャワーTV） - 月曜担当
- スペシャボーイズ（2006年4月 - 2007年9月、スペースシャワーTV）
  - スペシャボーイズジャパン（2007年10月 - 2008年3月、スペースシャワーTV）
- ユースケ&ハマケンの会員制おもかげラヂオ（2011年6月 - 8月、BeeTV）
- SMJTV〜全日本スキマミュージックTV〜（2011年10月 - 2012年9月、スペースシャワーTV）
- ウレロ☆シリーズ（テレビ東京系列） - クマール急便配達員、浜野謙太（本人） 役
- 戦国鍋TV 〜なんとなく歴史が学べる映像〜「OICHI」（2012年5月 - 8月、tvk 他） - 秀吉 役
- ムジカ・ピッコリーノシリーズ（NHK Eテレ） - ドットーレ・マルコ 役
- おかあさんといっしょ 60年スペシャル（2019年8月12日 - 17日、NHK Eテレ） - かめけん 役
- 逃走中ドラマパート（2022年12月31日 フジテレビ系列） - 若月シオン 役
- 超入門!落語 THE MOVIE（NHK BS・BSP4K）
  - シーズン2　第6回「そば清」（2017年11月16日） - 清兵衛  役
  - 新作SP 古今亭志ん生SP 「火焔太鼓」（2023年12月30日） - 甚兵衛 役

### テレビドラマ
- 去年ルノアールで（2007年7月 - 9月、テレビ東京系列） - 店員E 役
- 週刊真木よう子「恋泥棒ヨーコ」（2008年5月21日、テレビ東京系列） - 客D 役
- デリパンダ〜おしゃべりデリ坊、東京ド真ん中配達中〜「大学生な男」（2008年7月13日、テレビ東京系列） - 大学生 役
- モテキ（2010年7月 - 10月、テレビ東京系列） - 小野坂オム 役
- ハングリー!（2012年1月 - 3月、フジテレビ系列） - ノリオ 役
- 家族八景 Nanase,Telepathy Girl's Ballad 第3話（2012年2月2日、TBS系列） - 神波明夫 役
- D×TOWN「太陽は待ってくれない」（2012年5月、テレビ東京系列） - 佐久間冝喜 役
- 花のズボラ飯（2012年10月 - 12月、TBS系列） - 高円寺 役
- イロドリヒムラ 最終話（2012年12月17日、TBS系列） - トオル 役
- 僕にはまだ友だちがいない（2013年1月、NHK Eテレ 青山ワンセグ開発 内） - 主演・中川学 役
  - 僕にはまだ友だちがいない ※レギュラー放送（2013年5月23日 - 8月22日、NHK Eテレ） - 主演・中川学 役
- コドモ警視（2013年1月 - 3月、TBS系列） - 今野敏文 役
- 七つの会議（2013年7月13日・20日、NHK総合） - 小西太郎 役
- 報道ドラマ 生きろ 〜戦場に残した伝言〜（2013年8月7日、TBS系列） - 長田紀春 役
- ノーコン・キッド 〜ぼくらのゲーム史〜（2013年10月 - 12月、テレビ東京系列） - 木戸明信 役
- LOVE理論（2013年12月27日、テレビ東京系列） - 今田聡 役
- LOVETOPIA（2013年12月 - 2014年1月、BSフジ） - のぞみのカレ 役
- BORDER（テレビ朝日） - サイモン 役
  - BORDER 警視庁捜査一課殺人犯捜査第4係（2014年4月 - 6月）
  - BORDER 贖罪（2017年10月29日）[12]
- アゲイン!!（2014年7月 - 9月、毎日放送制作・TBS系列） - 岩崎千紘 役
- 聖女（2014年8月 - 10月、NHK総合） - 阿川博之 役
- 仮面ライダードライブ（2014年10月5日 - 2015年9月27日、テレビ朝日） - 西城究 役
  - 手裏剣戦隊ニンニンジャーVS仮面ライダードライブ 春休み合体1時間スペシャル（2015年3月29日）
- このミステリーがすごい! ベストセラー作家からの挑戦状「カシオペアのエンドロール」（2014年12月29日、TBS） - 玉村刑事 役
- 信長の来る部屋（2015年1月4日、名古屋テレビ） - 主演・生駒裕 役
- 食の軍師 第12話（2015年6月17日、TOKYO MX） - うなぎ屋店主 役
- ランチのアッコちゃん（2015年5月12日 - 6月30日、NHK BSP） - 田島 役
- ナポレオンの村（2015年7月19日 - 9月20日、TBS） - 馬渕健介 役[13]
- ディアスポリス 異邦警察（2016年4月18日 - 6月13日、毎日放送） - 鈴木博隆 役
- 連続テレビ小説（NHK総合）
  - とと姉ちゃん（2016年4月4日 - 10月1日） - 長谷川哲典 役
  - まんぷく（2018年10月1日 - 2019年3月30日） - 牧善之介 役[14]
  - おかえりモネ（2021年5月17日 - ） - 佐々木翔洋 役
- 好きな人がいること（2016年7月11日 - 9月19日、フジテレビ） - 日村信之 役[15]
- とと姉ちゃんもう一つの物語「福助人形の秘密」（2016年11月19日、NHK BSP） - 長谷川哲典 役
- 謎解きLIVE「第5弾 CATSと聖夜の殺人者 EPSODE2.4」（2016年12月24日、NHK BSプレミアム） - 真東一成 役
- こんにちは、女優の相楽樹です。（2017年3月7日 - 21日、テレビ東京） - 吉田根羽流 役
- 笑う招き猫 最終話（2017年4月17日、毎日放送） - 和田栄 役
- 釣りバカ日誌 Season2〜新米社員 浜崎伝助〜 第2話（2017年4月28日、テレビ東京） - 尾上 役
- この世にたやすい仕事はない 第7話 - 最終話（2017年5月18日 - 25日、NHK BSP） - 菅井吉秋 役
- 謎解きLIVE「第6弾 CATSと蘇ったモリアーティ EPSODE2.5」（2017年7月8日、NHK BSP） - 真東一成 役
- 昔話法廷 第7話「ヘンゼルとグレーテル」裁判（2017年8月14日、NHK Eテレ） - 検察側証人・白い鳥（声） 役
- 植木等とのぼせもん（2017年9月2日 - 10月21日、NHK総合） - 谷啓 役[16]
- FNS27時間テレビ にほんのれきし「私たちの薩長同盟」（2017年9月10日、フジテレビ） - 桂小五郎 役
- 男の操（2017年11月12日 - 12月24日、NHK BSP） - 主演・五木みさお 役
- 海月姫 第3話・第9話（2018年1月29日・3月12日、フジテレビ） - 杉本 役
- WOWOW映画の日特別ドラマ「NO MOVIE, NO LIFE」（2018年2月10日 、WOWOW） - 相馬信二 役
- 花のち晴れ〜花男 Next Season〜（2018年5月1日 - 6月26日 、TBS） - ミータン 役
- やれたかも委員会 第2話（2018年5月6日、毎日放送） - 芳村朔太郎 役
- 大河ドラマ（NHK総合） 
  - 西郷どん（2018年） - 伊藤博文 役
  - いだてん〜東京オリムピック噺〜 （2019年） - 伊藤博文、三波春夫 役 ※伊藤役は大河ドラマ2作連続の同一役名での出演
  - どうする家康（2023年） - 織田信雄 役[17]
- グッド・ドクター（2018年7月12日 - 9月13日、フジテレビ） - 橋口太郎 役
- 学校へ行けなかった私が「あの花」「ここさけ」を書くまで（2018年9月1日、NHK BSP） - 担当編集者 役
- 面白南極料理人（2019年1月13日 - 3月31日、テレビ大阪・BSテレ東） - 主演・西村淳 役
- THE GOOD WIFE / グッドワイフ 第7話（2019年2月24日、TBS） - 釼持宏光 役
- ラジエーションハウス〜放射線科の診断レポート〜（2019年4月8日 - 6月17日、フジテレビ） - 軒下五郎 役
  - ラジエーションハウス〜放射線科の診断レポート〜「特別編」（2019年6月24日）
  - ラジエーションハウスII〜放射線科の診断レポート〜（2021年10月4日 - 12月13日）
- 連続ドラマW 湊かなえ ポイズンドーター・ホーリーマザー 第5話「優しい人」（2019年8月3日、WOWOW） - 友彦 役
- Heaven? 〜ご苦楽レストラン〜 第6話（2019年8月13日、TBS） - 谷浩正 役[18]
- モトカレマニア（2019年10月17日 - 12月12日、フジテレビ） - 山下章生 役[19]
- ディア・ペイシェント〜絆のカルテ〜（2020年7月17日 - 9月18日、NHK総合） - 沼田晋也 役
- 働かざる者たち 第4話・最終話（2020年9月17日・10月1日、テレビ東京） - 堀孝一 役
- DIVER-特殊潜入班-（2020年9月22日 - 10月20日、関西テレビ・フジテレビ系） - 永宮壮一 役
- 書けないッ!?〜脚本家 吉丸圭佑の筋書きのない生活〜（2021年1月16日 - 3月13日、テレビ朝日） - スキンヘッドの男 役
- バイプレイヤーズ 〜名脇役の森の100日間〜 第8話・最終話（2021年2月27日・3月27日、テレビ東京） - 本人 役
- おしゃれの答えがわからない（2021年2月28日 - 3月21日、日本テレビ） - マコト 役
- スナック キズツキ（2021年10月9日 - 12月25日、テレビ東京） - こぐま屋（上田健一） 役[20]
- おいハンサム!!（2022年1月8日 - 2月26日、東海テレビ・フジテレビ） - 大森利夫 役[21]
  - おいハンサム!!2（2024年4月6日 - 5月25日、東海テレビ・フジテレビ）[22]
- ポップUP!ドラマ 昼上がりのオンナたち 第2話「元カレ」（2022年5月27日、フジテレビ） - 西村博嗣 役[23]
- チェイサーゲーム（2022年9月9日 - 10月28日、テレビ東京） - 上田和範 役[24]
- つまらない住宅地のすべての家（2022年10月10日 - 11月16日、NHK総合） - 真下耕市 役
- PICU 小児集中治療室 第10話（2022年12月12日、フジテレビ） - 涌井翔 役[25]
- テレビとはあついものなり〜放送70年TV創世記〜（2023年3月21日、NHK総合） - 今福祝 役[26]
- 何かおかしい2 第10話（2023年6月7日、テレビ東京） - 本人 役
- 警部補ダイマジン（2023年7月7日 - 9月1日、テレビ朝日） - 牡丹則行 役[27]
- アナウンサーたちの戦争（2023年8月14日、NHK総合） - 今福祝 役[28]
- うちの弁護士は手がかかる 第5話（2023年11月10日、フジテレビ） - 田中雄二 役[29]
- 心霊内科医 稲生知性2 第2話（2023年12月28日、フジテレビ） - 篠田正紀 役[30]
- 生ドラ!東京は24時 -Starting Over-（2024年3月28日、フジテレビ） - 白瀬芳樹 役[31]
- スナック女子にハイボールを（2024年4月5日 - 6月7日、中京テレビ） - 友部 役[32]
- 藤子・F・不二雄 SF短編ドラマ シーズン2「マイシェルター」（2024年4月14日、NHK BS）[33]
- 街並み照らすヤツら（2024年4月27日 - 6月29日、日本テレビ） - 荒木太一 役[34]
- オクトー 〜感情捜査官 心野朱梨〜 Season2（2024年10月3日 - 12月12日、読売テレビ・日本テレビ） - 坂東俊之介 役[35]
- 雲霧仁左衛門ファイナル（2025年1月5日 - 、NHK BS・NHK BSプレミアム4K） - 堀十内 役[36]
- 東京サラダボウル（2025年1月7日 - 、NHK総合・NHK BSP4K） - 原嶋幸次 役[37]
- 問題物件（2025年1月15日 - 3月26日、フジテレビ） - 有村次郎 役[38]
- 恋は闇（2025年4月16日 - 6月18日、日本テレビ） - 松岡慧 役[39]
- 大追跡〜警視庁SSBC強行犯係〜 第1話（2025年7月9日、テレビ朝日） - 川瀬浩一 役[40]
- 19番目のカルテ 第4話（2025年8月10日〈予定〉、TBS） - 安城耕太 役[41]

### 配信ドラマ
- 婚前特急-結婚まであと117日-（2011年9月、au LISMOドラマ） - 田無タクミ 役
- 1人全役ドラマ 〜ぜんいん僕だった〜（2014年4月〜、3M ポストイット®ブランド使い分けキャンペーンWebドラマ） - 全役
- 夫のちんぽが入らない（2019年3月20日配信、FOD・Netflix）
- 僕だけが17歳の世界で（2020年2月20日 - 、AbemaTV） - 神藤大輝 役[42]
- #たぬきのデンゴン（2025年7月14日、「STUDIO sauce」公式SNS・TOQビジョン）[43]

### 映画
- ハチミツとクローバー（2006年7月22日公開、高田雅博監督） - 学生 役
- R246 STORY-弁当夫婦-（2008年8月23日公開、ユースケ・サンタマリア監督）
- 少年メリケンサック（2009年2月14日公開、宮藤官九郎監督） - 警官 役
- 婚前特急（2011年4月1日公開、前田弘二監督） - 田無タクミ 役
- 映画 鈴木先生（2013年1月12日公開、河合勇人監督） - 田辺ミツル 役
- 体脂肪計タニタの社員食堂（2013年5月25日公開、李闘士男監督） - 谷田幸之助 役
- リアル〜完全なる首長竜の日〜（2013年6月1日公開、黒沢清監督） - 警察官 役
- 武士の献立（2013年12月14日公開、朝原雄三監督）
- ジャッジ!（2014年1月11日公開、永井聡監督） - ちくわ堂社長の息子 役
- Go!Go!家電男子 THE MOVIE アフレコパニック（2014年3月8日公開、川村清人・ROKUGOU監督） - ドラム、本人 役
- 仮面ライダーシリーズ - 西城究 役
  - 仮面ライダー×仮面ライダー ドライブ&鎧武 MOVIE大戦フルスロットル（2014年12月13日公開、柴﨑貴行監督）
  - スーパーヒーロー大戦GP 仮面ライダー3号（2015年3月21日公開、柴崎貴行監督）
  - 劇場版 仮面ライダードライブ サプライズ・フューチャー（2015年8月8日公開、柴崎貴行監督）
  - 仮面ライダー×仮面ライダー ゴースト&ドライブ 超MOVIE大戦ジェネシス（2015年12月12日公開、金田治監督）[44]
- ディアスポリス -DIRTY YELLOW BOYS-（2016年9月3日公開、熊切和嘉監督） - 鈴木博隆 役
- 闇金ウシジマくん Part3（2016年9月22日公開、山口雅俊監督） - 天生翔 役[45]
- 笑う招き猫（2017年4月29日公開、飯塚健監督） - 和田栄 役
- 東京喰種トーキョーグール（2017年7月29日公開、萩原健太郎監督） - 古間円児 役[46]
- 望郷（2017年9月16日公開、菊地健雄監督） - 畑野 役[47]
- 8年越しの花嫁 奇跡の実話（2017年12月16日公開、瀬々敬久監督） - 室田浩輔 役
- 雪の華（2019年2月1日公開、橋本光二郎監督）- 岩永 役[48]
- 九月の恋と出会うまで（2019年3月1日、山本透監督） - 倉 役
- ダンスウィズミー（2019年8月16日、矢口史靖監督） - 司会者 役
- おいしい家族（2019年9月20日公開、ふくだももこ監督） - 和生 役[49]
- ロマンスドール（2020年1月24日公開、タナダユキ監督） - 両角 役[50]
- 酔うと化け物になる父がつらい（2020年3月6日公開、片桐健滋監督） - 木下 役[51]
- バイプレイヤーズ 〜もしも100人の名脇役が映画を作ったら〜（2021年4月9日公開、松居大悟監督） - 本人 役
- くれなずめ（2021年5月12日、松居大悟監督、東京テアトル） - 曽川拓役[52][53]
- 夏への扉 -キミのいる未来へ-（2021年6月25日、三木孝浩監督、東宝 / アニプレックス） - 坪井強太 役
- 鳩の撃退法 (2021年8月27日、タカハタ秀太監督、松竹) - 大河内 役
- 劇場版ラジエーションハウス（2022年4月29日、鈴木雅之監督、東宝）- 軒下五郎 役[54]
- 雑魚どもよ、大志を抱け！（2023年3月24日、足立紳監督、東映ビデオ） - 高崎作朗 役
- 658km、陽子の旅（2023年7月28日、熊切和嘉監督） - 若宮修 役[55]
- アナログ（2023年10月6日、タカハタ秀太監督、東宝 / アスミック・エース） - 山下良雄 役[56]
- 女優は泣かない（2023年12月1日、有働佳史監督、マグネタイズ） - 田所公平 役[57]
- 映画 おいハンサム!!（2024年6月21日、山口雅俊監督、東宝） - 大森利夫 役[22]
- 劇場版 アナウンサーたちの戦争（2024年8月16日、ナカチカピクチャーズ） - 今福祝 役[58]
- 劇場版 米寿の伝言（2025年5月10日、ガクカワサキ監督） - 黒木 役[59]
- 隣のステラ（2025年8月22日公開予定、松本花奈監督）[60]
- 俺ではない炎上（2025年9月26日公開予定、山田篤宏監督）[61]

### オリジナルビデオ
- 仮面ライダーシリーズ - 西城究 役
  - 仮面ライダードライブ シークレット・ミッション type TV-KUN ハンター&モンスター! 超怪盗の謎を追え!（2014年11月26日）
  - 仮面ライダードライブ シークレット・ミッション type TOKUJO（2015年 - 2016年）
  - てれびくん超バトルDVD 仮面ライダードライブ シークレット・ミッション type HIGH-SPEED! ホンモノの力! タイプハイスピード誕生!（2015年）
  - ドライブサーガ 仮面ライダーマッハ/仮面ライダーハート（2016年11月16日）

### テレビアニメ
- Go!Go!家電男子（2013年7月 - 12月、ひかりTV） - ドラム 役
  - Go!Go!家電男子シーズン2（2014年4月 - 2015年1月、ひかりTV） - ドラム 役
- おじゃる丸 第18シリーズ（2015年12月11日、NHK Eテレ） - ハマ野 役

### 劇場アニメ
- 魔女見習いをさがして（2020年11月13日公開、佐藤順一・鎌谷悠監督） - 久保聖也 役[62]

### ゲーム
- LET IT DIE（2017年） - アンクル・デス 役

### 吹き替え
- ソウルフル・ワールド（2020年12月25日、Disney+） - 主演・ジョー 役[63]

### ラジオ
- SMJ 全日本スキマ音楽（2011年4月 - 2012年3月、TOKYO FM）
- ザ・トップ5＜シーズン4＞（2014年10月1日 - 2015年3月25日、TBSラジオ） - 水曜日コメンテーター
- 岡田惠和 今宵、ロックバーで〜ドラマな人々の音楽談義〜　第282回（2018年10月28日、NHK-FM）[64]

### CM
- ニッセン「06年春号カタログ/パーティー編」（2006年）
- 読売新聞「家計の知恵篇」（2011年）
- BIG「妄想篇」（2012年）
- PARCO「2013夏 グランバザール」（2013年）※歌唱のみ
- リクルート SUUMO「スドーさん スーモで住まい探し 転勤篇」（2014年） - 須藤健太 役
- バスクリン インセントスカルプ Gnocchi（ニョッキ）「不覚のニョッキを禁じ得ない篇」（2014年）
- Bizmates「日本語ならいけるのに」篇（2016年）
- キリン
  - 『旅する氷結』“世界と出会おう”シリーズ「カラマリ」篇（2017年3月20日 - ）※高橋一生と共演[65]
  - 『氷結』 氷結® ICEBOX「 あたらしくいこう 2017」 高橋一生×浜野謙太篇（2017年6月27日 - ）※高橋一生、東京スカパラダイスオーケストラと共演[66]
- Tree of Savior「突然の女神」篇（2017年）
- ユニクロ
  - 「部屋着で、暮らそう。ユニクロのルームウェア」（2017年9月18日 - ）※家族で出演[67]
  - 「フリースセット」（2017年11月30日 - ）※家族で出演[68]
- ミクシィ「モンスターストライク」春のキャンペーン「Shall we モンス？」[69]
  - 「キーパー篇」（2018年3月30日 - ）
  - 「お花見篇」（2018年4月5日 - ）
- カシワバラ・コーポレーション「大規模修繕な人々」シリーズ（2018年4月2日 - ）[70]
- ツヴァイ「ひとりじゃない。」篇（2018年5月6日 - ）[71]
- Pococha「はじめて」篇、「ねこ」篇（2019年12月20日 - ）[72]
- バカルディ・ジャパン「Dewar’s」（2020年4月22日 - ）※在日ファンクでの出演[73]
- ノーリツ「おふろも除菌」篇（2021年4月1日 - ）[74]
- Technics 完全ワイヤレスイヤホン「EAH-AZ60」（2021年9月28日 - ）[75]
- アートネイチャー「ちょっとプラス体験/草野球」篇（2024年8月29日 - ）[76]
- アサヒグループ食品『ミンティア』「いい1日をポケットに。」篇（2025年3月7日 - ）[77]

### 舞台
- 直人と倉持の会Vol.1『夜更かしの女たち』（2013年12月13日 - 2014年1月26日）
- 妄想歌謡劇『上を下へのジレッタ』（2017年5月7日 - 6月19日）
- 室温〜夜の音楽〜（2022年6月25日 - 7月10日、世田谷パブリックシアター / 7月22日 - 24日、兵庫県立芸術文化センター 阪急 中ホール） - 木村 役[78]
- 朗読劇『たもつん』（2025年5月14日・18日、IMM THEATER） - やべ先輩 役[79][80]
- 竹生企画第四弾『マイクロバスと安定』（2025年11月8日 - 12月27日〈予定〉、本多劇場 他）[81][82]

### PV
- サイプレス上野とロベルト吉野「Bay Dream 〜フロム課外授業〜」
- 土岐麻子「ファンタジア」
- ALOHA「ChinaTown」

### ナレーション
- バナナ♪ゼロミュージック（2015年8月19日、NHK総合）
- アスリートの魂「ポジティブに 新たな“頂”へ 〜スポーツクライミング・楢﨑智亜〜」（2018年9月6日、NHK総合）
- 響け、私のバイオリン。 〜第87回 日本音楽コンクール〜（2018年12月1日、NHK Eテレ）
- アスリートの魂「“凡才”のボクだからこそ 〜柔道 ウルフアロン〜」（2019年3月7日、NHK総合）
- ストーリーズ 事件の涙「待ち続ける先に 〜田代まさしの息子として〜」（2020年2月10日、NHK総合）[83]
- NNNドキュメント「クリスマスソング 放射線を浴びたX年後」（2020年5月24日、日本テレビ）
- きょうの料理「タサン志麻の小さな台所」シリーズ（2022年4月29日〜、NHK総合）
- NNNドキュメント「核兵器とPeace」（2022年8月28日、日本テレビ）

### その他
- 東京03 第12回単独追加公演「燥ぐ、驕る、暴く、また燥ぐ」（2011年8月27日・28日）
- 東京03 第13回単独公演「図星中の図星」特別公演（2012年3月24日・25日）
- 東京03 第14回単独追加公演「後手中の後手」（2012年10月14日）
- 東京03 10周年記念 悪ふざけ公演「タチの悪い流れ」（2013年9月19日 - 23日）
- 東京03 FROLIC A HOLIC ラブストーリー「取り返しのつかない姿」（2015年6月4日 - 7日）
- 東京03 FROLIC A HOLIC「何が格好いいのか、まだ分からない。」（2018年2月22日 - 25日）[84]